# Bệnh vàng lá gân xanh
Bệnh vàng lá greening hay còn gọi là bệnh vàng lá gân xanh (tiếng Anh: Citrus Vein Phloem Degeneration, viết tắt CVPD) là bệnh phổ biến của các loài thực vật thuộc chi Cam chanh do vi khuẩn Gram-âm chưa rõ đặc tính Candidatus Liberibacter spp. tấn công mạch dẫn của cây, lây lan qua mắt ghép.

## Phân bố
Bệnh này được mô tả lần đầu tiên vào năm 1929 và được công bố tại Trung Quốc năm 1943, tại đây bệnh có tên gọi hoàng long bệnh (黄龙病, nghĩa là "bệnh rồng vàng"). Đài Loan bị ảnh hưởng nặng nề của dịch bệnh này năm 1951. châu Phi công bố trường hợp đầu tiên năm 1947 tại Nam Phi, nơi mà dịch bệnh vẫn còn lan rộng.
Bệnh phổ biến chủ yếu tại các khu vực nhiệt đới và cận nhiệt đới châu Á. Hầu hết các vùng trồng các loài cây cam chanh tại châu Á đều dính phải, trừ Nhật Bản. Bệnh này cũng khiến cho vùng trồng cam sành tại Bố Hạ, Bắc Giang bị xóa sổ. Bệnh vàng lá gân xanh đã ảnh hưởng lớn tới mùa màng tại Trung Quốc, Đài Loan, Ấn Độ, Sri Lanka, Malaysia, Indonesia, Myanma, Philippines, Pakistan, Thái Lan, quần đảo Ryukyu, Nepal, Réunion, Mauritius, và Afghanistan. Các khu vực ngoài châu Á cũng từng công bố có bệnh: Ả Rập Xê Út, Brasil và, Florida (Hoa Kỳ) kể từ năm 1998.

## Triệu chứng

### Lá
Biểu hiện đặc trưng của bệnh là phiến lá hẹp, khoảng cách giữa các lá ngắn lại, có màu vàng, nhưng gân chính và gân phụ vẫn còn màu xanh và nhỏ, mọc thẳng đứng như tai thỏ, nên có tên gọi bệnh vàng lá gân xanh.

### Hoa
Cây thường ra hoa trái mùa, hoa ít và hay rụng.

### Quả
Quả nhỏ hơn bình thường, méo, khi bổ dọc thì tâm quả bị lệch hẳn sang một bên, quả có quầng đỏ từ dưới đít lên. Hạt trên quả bị bệnh thường bị thối, có màu nâu.

### Rễ
Khi dính bệnh hệ thống rễ cây bị thối nhiều, đa phần rễ tơ bị mất chỉ còn hệ thống rễ chính, thậm chí rễ chính cũng thối.
Các triệu chứng trên xuất hiện từng cành, từng cây trong vườn, có khi xuất hiện trên cả vườn. Sự kết hợp giữa các triệu chứng trên với việc xuất hiện của rầy chổng cánh (Diaphorina citri) trên vườn là cần thiết cho xác định bệnh vàng lá greening.

## Phòng trừ
Đến nay bệnh này vẫn chưa có thuốc trị mà phòng ngừa là chính:
- Trồng cây giống khỏe, sạch bệnh, từ nguồn đảm bảo.
- Trồng cây chắn gió quanh vườn như mù u, bình linh, xoài, gòn, me keo, giâm bụt, tràm để tránh rầy chổng cánh xâm nhập, hoặc trồng xen ổi; không trồng xen trong vườn các cây họ cam quýt như: cần thăng, nguyệt quới.
- Tạo tán, tỉa cành để vườn thông tháo, tránh giao tán; bón phân cân đối và vừa đủ, không quá lạm dụng nhất là phân đạm để hướng cho cây ra đọt non tập trung.
- Điều khiển cho cây ra đọt đồng loạt, thăm vườn thường xuyên để khi phát hiện rầy chổng cánh và phun thuốc trừ rầy phun đều khắp cả cây và tập trung vào nơi có đọt non, lá non.
- Khi phát hiện trong vườn có cây bệnh thì cần cắt sâu hoặc nhổ bỏ và đem hủy để giảm áp lực bệnh trong vùng.
- Dùng thiên địch diệt rầy chổng cánh (chẳng hạn nuôi kiến vàng)
- Năm 2018, đại học Florida, Hoa Kỹ đã có báo cáo về phương pháp phòng trừ bênh Greening rất hiệu quả, bằng chế phẩm Zinkicide, có thành phần chính là nano Kẽm ( ZnO ) và một số Nano chưa công bố. Qua thực tế sử dụng, đã giúp tăng năng suất của các vườn đã nhiễm bệnh lên 20-25%, kích thước quả lên 20%, tỷ lệ thu hồi nước cam ( trong sản xuất nước cam ép ) lên 15%.

## Phân biệt
Đối với bệnh vàng lá gân xanh thì thường biểu hiện triệu chứng ở những cây phía ngoài vườn nhiều hơn ở trong; trên một cây có nhánh nặng, nhánh nhẹ và có nhánh không bị bệnh. Diễn biến bệnh tương đối nhanh nên chết rất nhanh từ nhánh bị nặng đến nhánh nhẹ. Trên quả đặc biệt là quýt đường thì biểu hiện triệu chứng đầu tiên là trái có quầng đỏ từ dưới đít trái lên trên đến khoảng nửa trái thì rụng, khi bổ ra sẽ thấy tâm lệch qua một bên và hạt bị thối.
Có thể phân biệt cây bị bệnh vàng lá gân xanh với hiện tượng cây bị thiếu kẽm: cây thiếu kẽm có thể biểu hiện đồng loạt trên tất cả các cây hay ở một hướng hoặc một thửa nào đó trong vườn, triệu chứng giống nhau, không có nhánh bị nặng hay nhẹ. Mức độ diễn biến rất chậm, có thể kéo dài trong nhiều năm sau cây mới chết tuỳ theo điều kiện chăm sóc.